# Sørfold

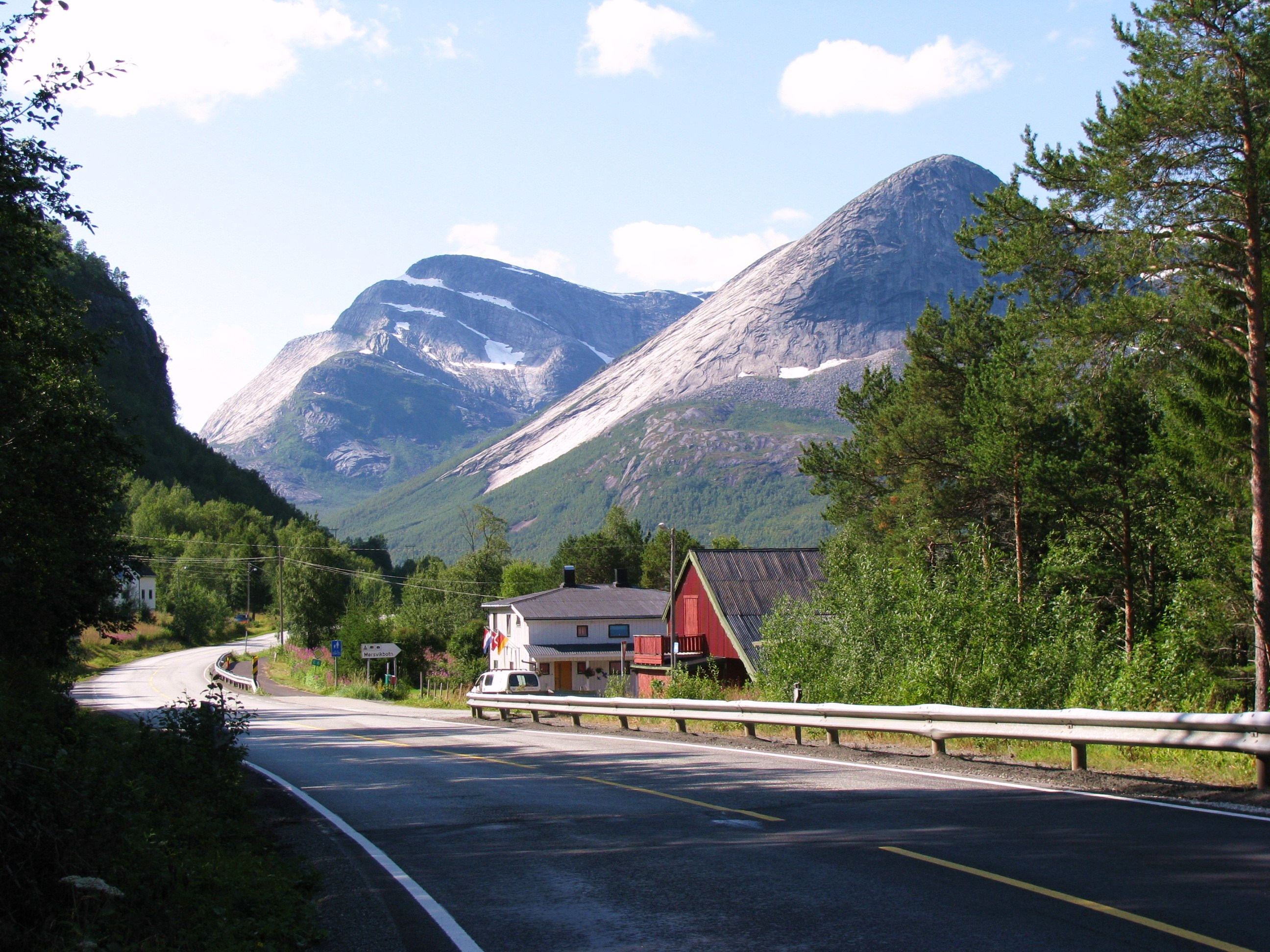
Poble de Mørsvikbotn i carretera E6

Sørfold és un municipi situat al comtat de Nordland, Noruega. Té una població de 1.963 habitants (2016) i la seva superfície és de 1,636.61 km². Forma part de la regió tradicional de Salten. El centre administratiu és la població de Straumen. L'antic municipi de Folden va ser dividit entre Sørfold i Nordfold-Kjerringøy el gener del 1887. La forma escrita de la llengua noruega oficial al municipi és el Bokmål.

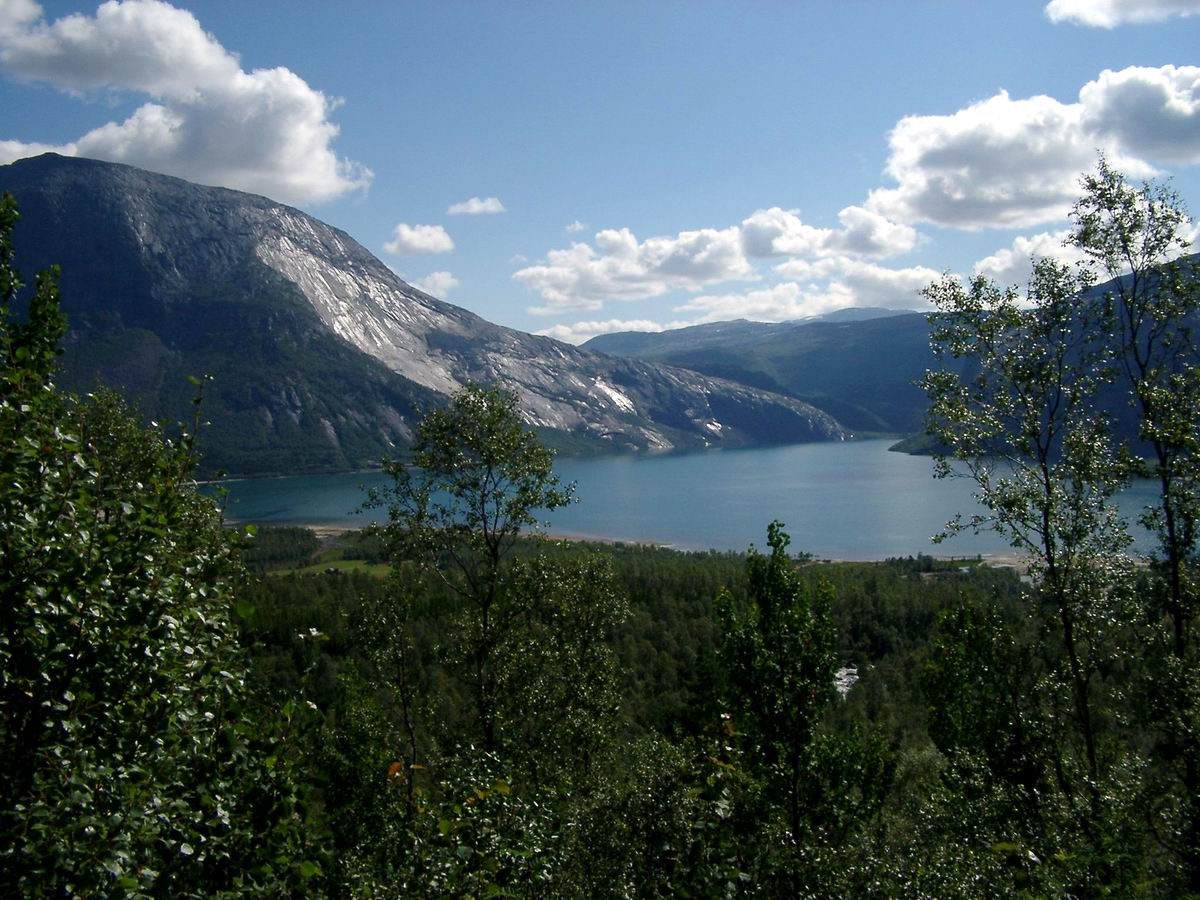
Llac Kobbvatnet a Sørfold

## Nom
El municipi rep el nom del fiord Folda (que en antic nòrdic era Fold).

## Escut
L'escut és modern, es va adoptar el 1987. Les armes mostren una roda de plata d'una turbina en una central hidroelèctrica sobre un fons blau. Els rius del municipi contenen molts salts d'aigua, que s'aprofiten per generar electricitat. Aquest fet ha proporcionat una font d'ingressos important per a la comunitat.

## Geografia

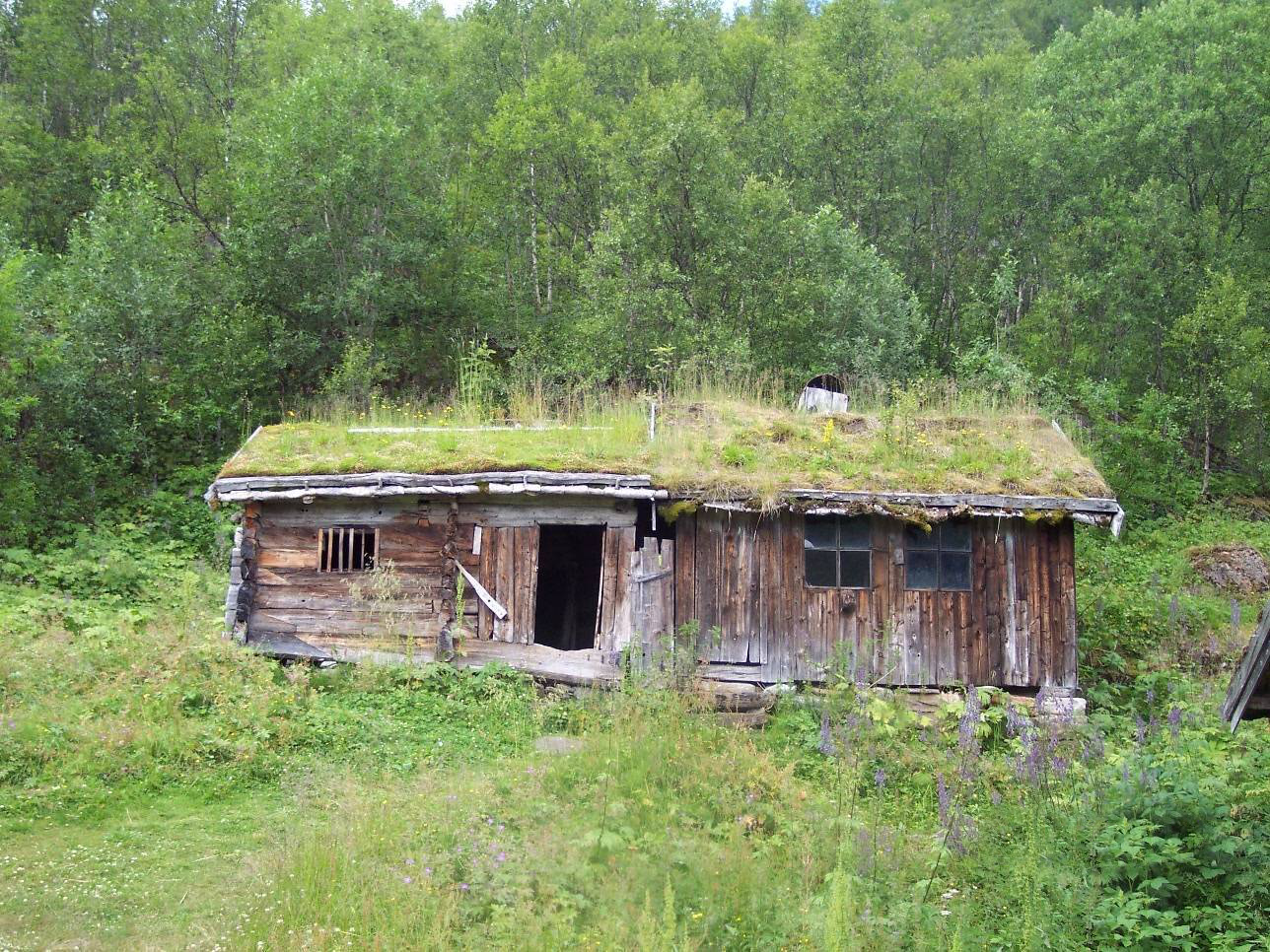
Husmannsplass Kjelvik

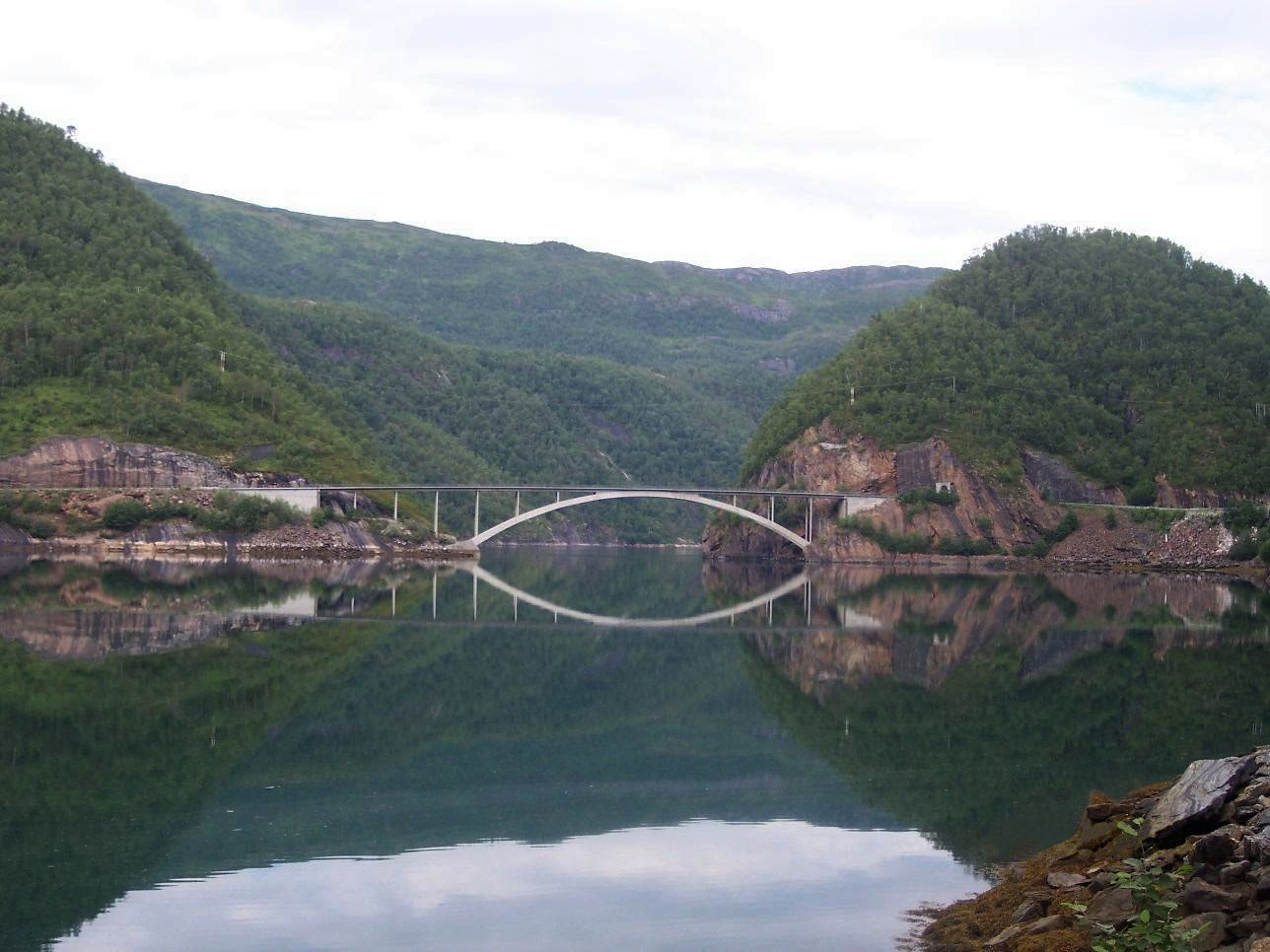
El pont de Trengsel, a la carretera E06

El municipi de Sørfold es troba uns 120 quilòmetres al nord del cercle polar àrtic. La superfície total de Sørfold és de 1.636,61 quilòmetres quadrats, dels quals 141 quilòmetres quadrats són coberts de gel i neu permanents, i només 265,8 quilòmetres quadrats es troben per sota dels 150 metres de l'isolínia. La longitud total de la costa és de 249 quilòmetres. El 1987 només es cultivaven activament 3.2 quilòmetres quadrats de terreny.
Sørfold limita al nord amb el municipi de Hamarøy, i al sud amb el municipi de Fauske. A l'est limita amb el municipi suec de Jokkmokk.
El Parc Nacional de Rago, amb la seva naturalesa salvatge dominada per roques escarpades, rierols i boscos de pins, es troba a Sørfold. La glacera de Blåmannsisen, una de les més grans de Noruega, es troba parcialment al municipi. Hi ha diverses reserves naturals. La reserva natural de Veikdalen, aproximadament a 300 metres sobre el nivell del mar, protegeix un bosc de pi i bedoll en gran part no pertorbat (s'hi van talar arbres fins al 1918) amb molts pins dempeus morts.
Hi ha molts llacs grans a Sørfold, que són Andkjelvatnet, Faulvatnet, Forsvatnet, Grovatnet, Horndalsvatnet, Kobbvatnet, Kvitvatnet, Langvatnet, Leirvatnet, Litlverivatnet, Mørsvikvatnet, Nedre Veikvatnet, Røyrvatnet, Rundvatnet, Sildhopvatnet, Sisovatnet, Storskogvatnet, Straumvatnet i Trollvatnet.

## Història
Carl von Linné va penetrar a Noruega per aquest municipi en la seva expedició científica a través de la Lapònia.
El petit poble de Mørsvikbotn es troba a la part nord del municipi. Al voltant de 5 quilòmetres al nord de Mørsvikbotn es troba el llac Mørsvikvatnet. En aquesta àrea, Mørsry, l'exèrcit alemany tenia un camp de presoners de guerra durant la Segona Guerra Mundial, que eren majoritàriament presos de guerra russos. Construïen la línia de ferrocarril Polarbanen, que havia d'enllaçar Fauske i Narvik. Allà s'hi poden observar algunes ruïnes del camp, els fonaments de la línia ferroviària, un túnel i carreteres. Un petit cementiri ara buit de soldats russos caiguts es troba prop del campament, a uns 50 metres del costat esquerre just abans del pont de formigó.